# Allyson Felix
Allyson Felix (* 18. November 1985 in Los Angeles, Kalifornien) ist eine ehemalige US-amerikanische Sprinterin. Sie ist mit 14 Weltmeistertiteln die erfolgreichste Teilnehmerin bei Leichtathletik-Weltmeisterschaften überhaupt und mit sieben Gold-, drei Silber- und einer Bronzemedaille die erfolgreichste Leichtathletin bei Olympischen Spielen.

## Kindheit und Jugend
Geboren als Tochter eines Pfarrers und einer Lehrerin, wuchs Allyson Felix in Kalifornien auf. Auch ihr älterer Bruder Wes Felix war zunächst Sprinter und wurde später ihr Manager. Felix ist überzeugte Christin und sagt, dass ihr Talent „ein Geschenk Gottes“ sei. Allyson Felix besuchte die Los Angeles Baptist High School und wandte sich in der neunten Klasse der Leichtathletik zu.
2001 gewann Felix bei den Jugendweltmeisterschaften die Goldmedaille über die 100-Meter-Strecke in 11,57 s. 2003 wurde sie vom Fachmagazin Track & Field News zur High School Athlete of the Year gekürt. Im selben Jahr lief sie in Mexiko 22,11 s über die 200-Meter-Distanz, was von der Zeit her einen neuen Jugendweltrekord bedeutet hätte, allerdings wurde der Lauf nicht als solcher von der IAAF anerkannt, da der Meetingveranstalter keine Dopingkontrollen durchgeführt hatte. Mit ihrem High-School-Abschluss in der Tasche unterschrieb sie mit 18 Jahren einen Profivertrag von Adidas.

## Karriere
Bei den Olympischen Spielen 2004 in Athen gewann Felix die Silbermedaille im 200-Meter-Lauf (22,18 s) hinter Veronica Campbell (JAM) und vor Debbie Ferguson (BAH). Mit ihren 22,18 s stellte sie dort einen Juniorinnenweltrekord für die 200-Meter-Strecke auf (gültiger Rekord; Stand: März 2019). Danach trennte sie sich nach einer Saison von ihrer Trainerin Pat Connolly. Im November wurde Bob Kersee, der Ehemann von Jackie Joyner-Kersee und ehemalige Trainer der Weltrekordlerin Florence Griffith-Joyner, ihr neuer Trainer.

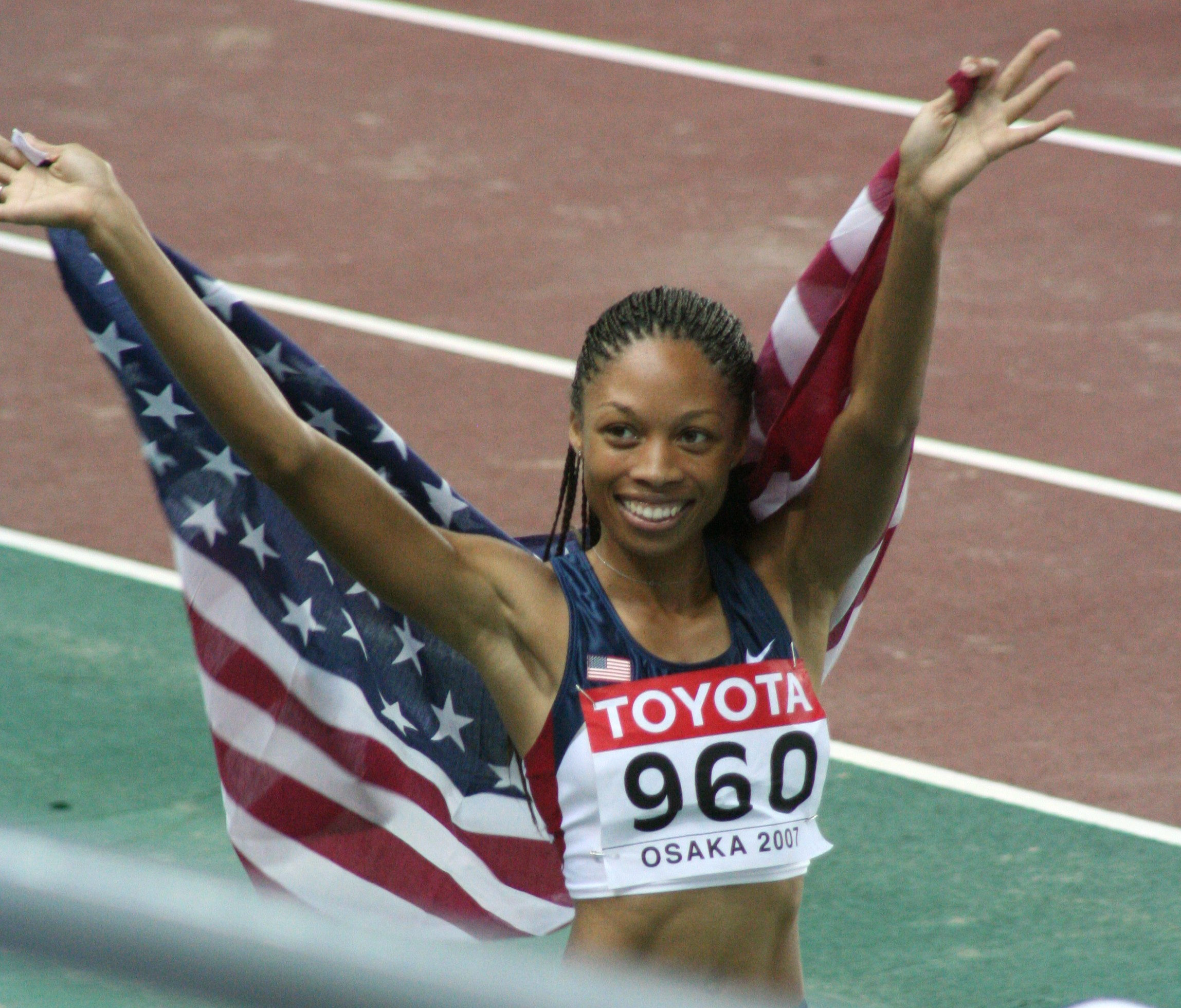
WM-Sieg über 200 Meter in Ōsaka

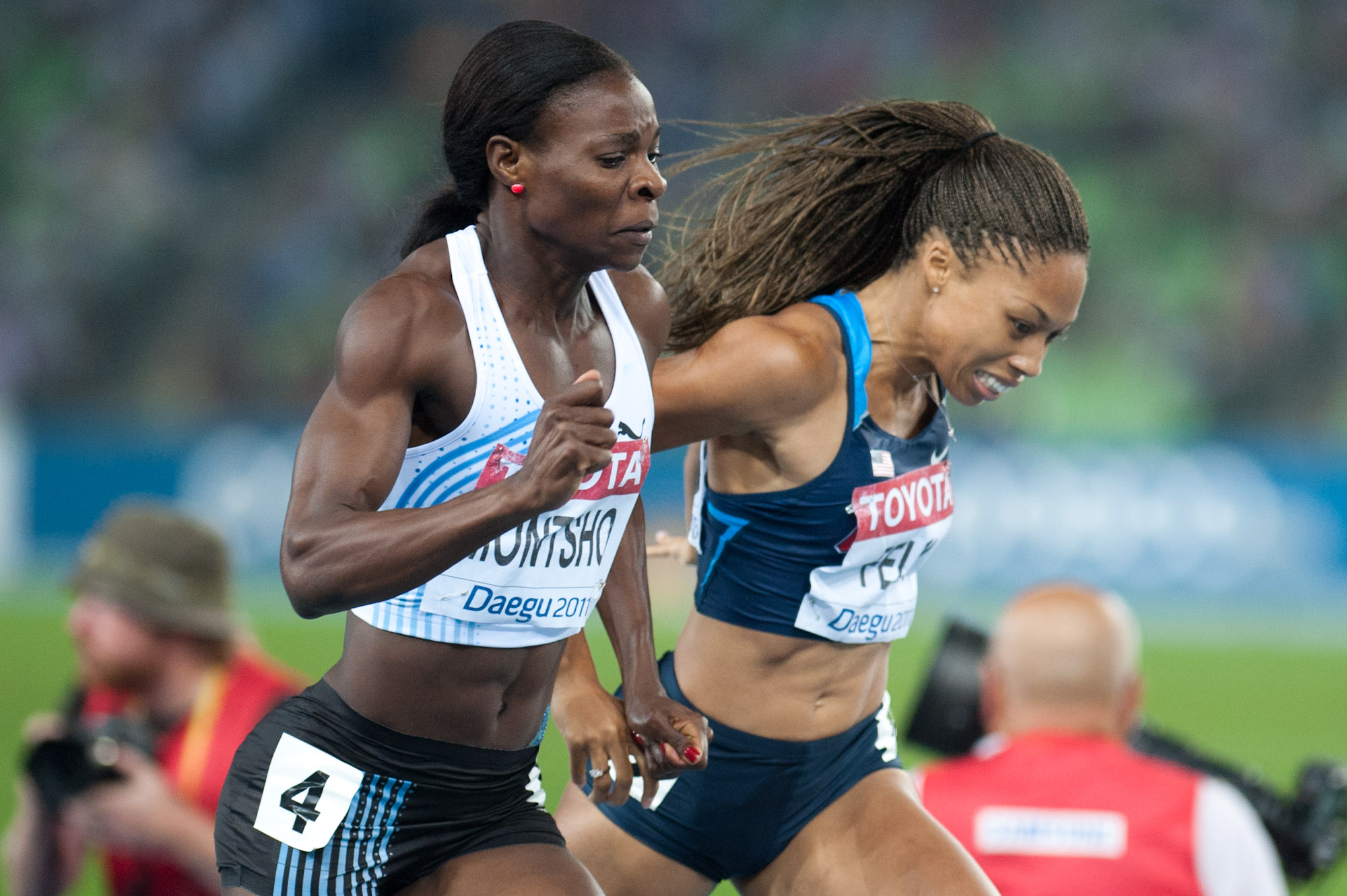
Felix muss sich im 400-Meter-Finale Daegu Amantle Montsho geschlagen geben

Bei den Weltmeisterschaften 2005 in Helsinki wurde sie Weltmeisterin im 200-Meter-Lauf in 22,16 s vor Rachelle Boone-Smith (USA) und Christine Arron (FRA). Sie war damit die jüngste Sprinterin, die je bei Weltmeisterschaften Gold gewann.
Bei den Weltmeisterschaften 2007 in Ōsaka verteidigte Allyson Felix ihren Weltmeistertitel über die 200 Meter mit einer neuen persönlichen Bestzeit von 21,81 s. Nur einen Tag später gewann sie mit der 4-mal-100-Meter-Staffel ebenfalls Gold. Am Schlusstag der Wettkämpfe schaffte sie ebenfalls Gold mit der 4-mal-400-Meter-Staffel, was sie zur zweiten Athletin nach Marita Koch machte, die drei Weltmeistertitel bei einer Meisterschaft holen konnte.
Bei den Olympischen Spielen 2008 in Peking gewann Felix erneut die Silbermedaille im 200-Meter-Lauf (21,93 s), wiederum hinter Veronica Campbell-Brown (JAM) und vor Kerron Stewart (JAM), sowie olympisches Gold mit der 4-mal-400-Meter-Staffel. Über 100 Meter hatte sie die Qualifikation mit einem fünften Platz bei den nationalen Meisterschaften verpasst, obwohl sie im Mai mit 10,93 s zum ersten Mal unter elf Sekunden geblieben war.
Bei den Weltmeisterschaften 2009 in Berlin siegte Felix erneut über die 200 Meter (22,02 s) vor Veronica Campbell-Brown und Debbie Ferguson-McKenzie. Sie ist damit die erste Leichtathletin, der drei Titelgewinne bei Weltmeisterschaften auf derselben Sprintstrecke gelangen. Am Schlusstag der Wettbewerbe gewann sie außerdem mit der 4-mal-400-Meter-Staffel die Goldmedaille. Sowohl über 200 als auch 400 Meter war sie die letzten drei Jahre mit ihren Saisonbestleistungen jeweils unter den „magischen“ Marken von 22 und 50 Sekunden geblieben.
2010, einem Jahr ohne deutlichen Höhepunkt, da Olympia- und WM-frei, konzentrierte sie sich erstmals auch auf die 400-Meter-Distanz. Über die Saison hinweg gewann sie die Gesamtwertung über 200 und 400 Meter der erstmals ausgetragenen Meeting-Serie Diamond League und blieb in 21 von 22 Rennen ungeschlagen, allerdings ohne ihre Bestleistungen zu verbessern.
Bei den Weltmeisterschaften 2011 im südkoreanischen Daegu war Felix die erfolgreichste Athletin, obwohl sie im 400-Meter-Lauf trotz persönlicher Bestleistung von 49,59 s hinter Amantle Montsho nur Silber holte und sich über 200 Meter mit der Bronzemedaille begnügen musste. Allerdings gewann sie sowohl mit der 4-mal-100- als auch mit der 4-mal-400-Meter-Staffel der USA Gold.

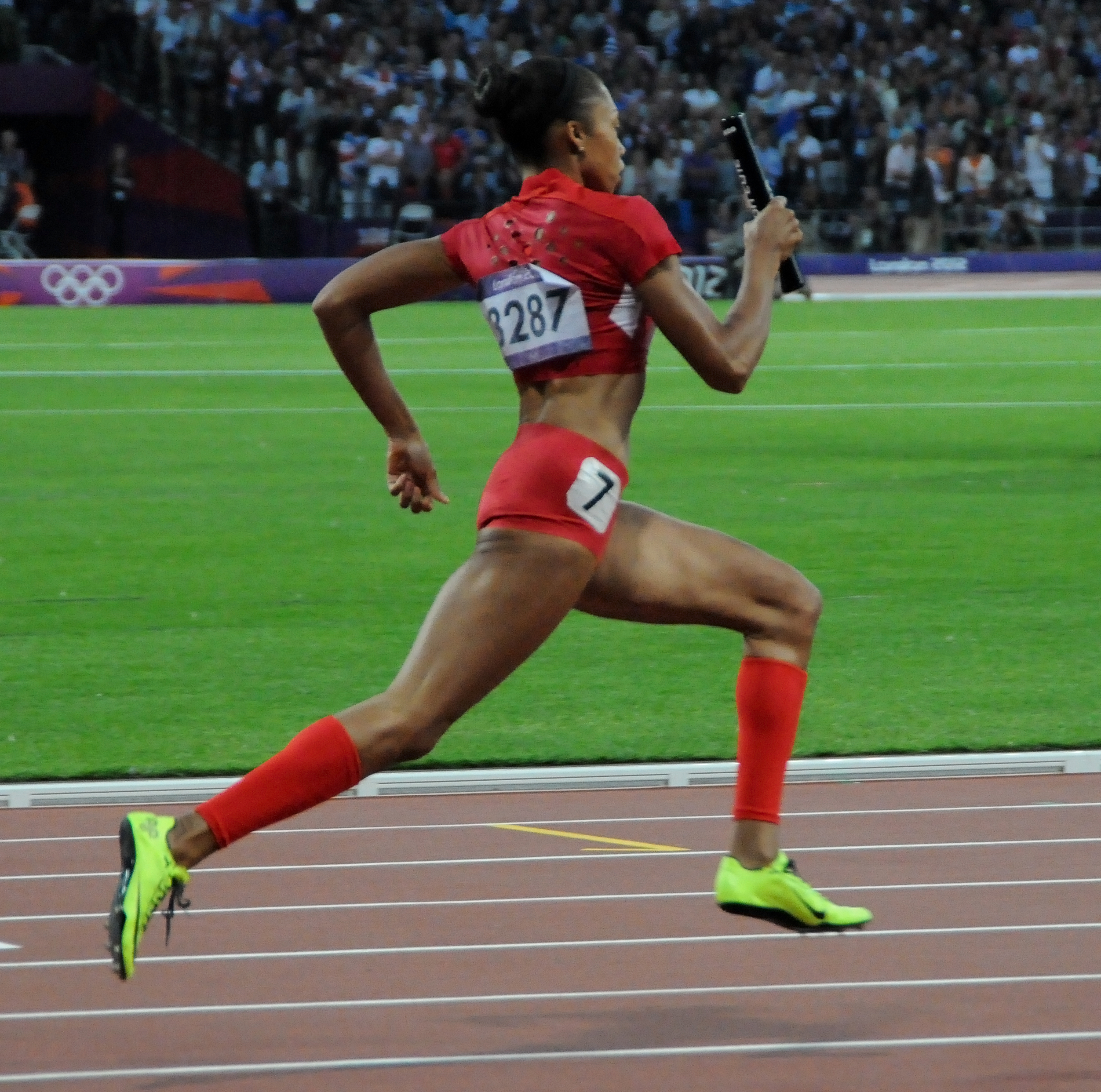
Felix bei den Olympischen Spielen 2012 im 4-mal-400-Meter-Staffelfinale

2012 musste sich Felix entscheiden, ob sie neben der 200-Meter-Distanz über 100 oder 400 Meter bei den Olympischen Spielen antreten wollte. Sie entschied sich für die kürzere Sprintstrecke und konnte sich schlussendlich für Olympia qualifizieren, nachdem sie zuvor zeitgleich mit Jeneba Tarmoh den dritten Platz bei den Ausscheidungswettkämpfen belegt hatte; ein angesetztes Entscheidungsrennen sagte diese ab, womit Felix vom US-Verband für das olympische Team ausgewählt wurde. Eine neue persönliche Bestleistung fiel hingegen über 200 Meter. Mit der viertschnellsten jemals gelaufenen Zeit von 21,69 s siegte sie vor Carmelita Jeter und Sanya Richards-Ross.
Am 8. August 2012 gewann Felix bei den Olympischen Spielen 2012 den 200-Meter-Lauf vor Shelly-Ann Fraser-Pryce und Carmelita Jeter. Es war ihre erste Einzelgoldmedaille bei Olympischen Spielen. Zuvor war sie trotz persönlicher Bestleistung von 10,89 s nur Fünfte im 100-Meter-Finale geworden. Im Finale der 4-mal-100-Meter-Staffeln lief sie mit ihren Teamkolleginnen in neuer Weltrekordzeit zu Gold. Der alte, von der DDR-Staffel gehaltene Rekord hatte zuvor über 26 Jahre Bestand gehabt. Zusammen mit Tianna Madison, Bianca Knight und Carmelita Jeter unterbot sie den alten Rekord in 40,82 s um mehr als eine halbe Sekunde. Einen Tag später holte sie mit der 4-mal-400-Meter-Staffel ihr drittes Gold bei den Olympischen Spielen in London und kürte sich somit zur erfolgreichsten weiblichen Leichtathletin dieser Spiele.
Am 25. Mai 2013 verbesserte sie bei den Great City Games in Manchester die Weltbestzeit über 150 Meter von 16,50 s auf 16,36 s. Als Favoritin angereist und als Schnellste im Halbfinale konnte sie das 200-Meter-Finale bei den Weltmeisterschaften in Moskau aufgrund einer Oberschenkelverletzung nicht beenden.
Nach einer Pause von neun Monaten gab Felix im Mai 2014 in Doha ihr Comeback. Über 200 Meter gewann sie durch einen Sieg beim Brüsseler Meeting in Weltbestleistung von 22,02 s bereits zum zweiten Mal nach 2010 das Diamond Race.
Bei den Weltmeisterschaften 2015 in Peking holte sie Gold über 400 Meter und jeweils Silber mit den beiden US-Staffeln.
Im April 2016 verletzte Felix sich im Training am rechten Knöchel, was sie zu einer Wettkampfpause von drei Monaten zwang. Mit dem Ziel, bei den Olympischen Spielen das 200- und 400-Meter-Double zu holen, gab sie Anfang Juli ihr Comeback bei den Olympic Trials, um sich in beiden Disziplinen zu qualifizieren. Sie gab gleichzeitig an, noch nicht wieder vollständig fit zu sein und im Training nur im Uhrzeigersinn gelaufen zu sein, um ihren verletzten Knöchel zu schonen.
Mit 49,68 s gewann sie im 400-Meter-Lauf, über 200 Meter hingegen verpasste sie als Vierte überraschend die Olympiaqualifikation, wobei Jenna Prandini mit einem Hechtsprung über die Ziellinie eine Hundertstelsekunde vor ihr ins Ziel kam.
Bei den Olympischen Spielen in Rio de Janeiro 2016 war Felix mit zwei Goldmedaillen und einer Silbermedaille zusammen mit der jamaikanischen Sprinterin Elaine Thompson die erfolgreichste Leichtathletin. Beim 400-Meter-Lauf wurde Felix knapp von Shaunae Miller geschlagen, die sich mit einem Hechtsprung vor der auf den letzten Metern aufholenden Felix über die Ziellinie rettete. Im Halbfinale der 4-mal-100-Meter-Staffel verlor das US-Team den Stab, als Felix bei der Übergabe an English Gardner von der auf der Nebenbahn laufenden Brasilianerin Franciela Krasucki behindert wurde. Nachdem die USA erfolgreiche Beschwerde eingelegt hatten, führte dies zu einem Kuriosum in der Geschichte der Olympischen Spiele. In einem zusätzlichen Rennen startete die US-Staffel alleine und musste sich über die Zeit qualifizieren, dabei lief sie mit 41,77 s eine schnellere Zeit als die beiden Vorlaufsieger Jamaika (41,79 s) und Deutschland (42,18 s) und siegte später im Finale mit 41,01 s, der zweitschnellsten bis dahin je gelaufenen Staffelzeit. Als Schlussläuferin in der 4-mal-400-Meter-Staffel gewann Felix schließlich ihre zweite Goldmedaille in Rio und ihre sechste olympische Goldmedaille insgesamt. Damit ist sie nicht nur die erfolgreichste Leichtathletin der Spiele in Rio, sondern mit sechs Gold- und drei Silbermedaillen auch die bis dahin erfolgreichste Leichtathletin aller Olympischen Spiele.
Im Juli 2017 lief Felix die 400 Meter bei einem Diamond-League-Rennen in London in 49,65 s und stellte damit eine neue Weltjahresbestzeit auf. Einen Monat später bei den Weltmeisterschaften 2017, die ebenfalls in London stattfanden, konnte sie ihrer Favoritenrolle dann aber nicht ganz gerecht werden und gewann über die 400 Meter in 50,08 s hinter Phyllis Francis (49,92 s) und Salwa Eid Naser (50,06 s) lediglich die Bronzemedaille. In den beiden Staffelwettbewerben gewann sie anschließend zweimal Gold und stellte dabei mit ihren Teams mit 41,82 s und 3:19,02 min zwei Weltjahresbestzeiten auf. Mit nunmehr elf Gold-, drei Silber- und zwei Bronzemedaillen wurde Felix der erfolgreichste Teilnehmer an Leichtathletik-Weltmeisterschaften noch vor Usain Bolt (elfmal Gold, zweimal Silber, einmal Bronze).
2018 beendete sie nach nur zwei 400-Meter-Rennen im Juni, während derer sie bereits seit zwei Monaten schwanger war, vorzeitig ihre Saison, wobei sie ihre Schwangerschaft erst nach der Geburt ihrer Tochter im November öffentlich machte.
2019 verpasste sie als Sechste der US-Meisterschaften – ihren ersten Rennen nach der Babypause – die Einzelqualifikation für den 400-Meter-Wettbewerb der Weltmeisterschaften in Doha. Als Staffelläuferin gewann sie dort jedoch im erstmals ausgetragenen 4-mal-400-Meter-Mixed-Staffelwettkampf sowie als im Vorlauf eingesetzte Läuferin der regulären 400-Meter-Staffel ihre zwölfte und dreizehnte Goldmedaille.
Bei den wegen der COVID-19-Pandemie verschobenen U.S. Olympic Trials 2020 im Juni 2021 lief sie im Finale mit 50,02 s auf den zweiten Platz und qualifizierte sich damit für die Olympischen Spiele in Tokio. Über 200 Meter lief sie im Finale mit 22,11 s zwar ihre schnellste Zeit seit 2016, verpasste als Fünfte jedoch über diese Distanz die Qualifikation für die Olympischen Spiele. Dort erreichte sie im 400-Meter-Finale mit 49,46 s – der zweitschnellsten Zeit ihrer Karriere – den dritten Platz und gewann so ihre zehnte Olympiamedaille. Mit der 4-mal-400-Meter-Staffel gewann sie in 3:16,85 min die Goldmedaille.
Bei den Weltmeisterschaften 2022 in Eugene wurde Felix in der 4-mal-400-Meter-Mixed-Staffel im Finale eingesetzt und erreichte den dritten Platz, ebenso im Vorlauf der 4-mal-400-Meter-Staffel, bestritt aber nicht den Endlauf, in dem ihr Team Gold gewann und sie gewann damit ihre zwanzigste Medaille bei Weltmeisterschaften. Anschließend beendete sie ihre Karriere.
Felix wurde im August 2024 als eines von vier neuen Mitgliedern der Athletenkommission des Internationalen Olympischen Komitees gewählt.

## Laufstil
Allyson Felix ist für ihren „eleganten“ Laufstil bekannt, der ihr den Vergleich mit einer Gazelle und mit Wilma Rudolph eingebracht hat.
Obwohl mit einer Größe von 1,68 m nicht überdurchschnittlich groß, fällt besonders ihr raumgreifender Schritt auf. Ihre durchschnittliche Schrittlänge (2,17 m, gemessen im 100-Meter-Lauf der US-Meisterschaften 2007; 2,38 m auf der 100-Meter-Zielgerade des 200-Meter-Laufs der Olympischen Spiele 2012) entspricht dem Durchschnitt männlicher Topsprinter und ist rund 20 Zentimeter länger als die ihrer Konkurrentinnen. Dafür ist ihre Schrittfrequenz dementsprechend niedriger und liegt nur bei knapp über vier Schritten pro Sekunde. Sie selbst sagte über ihren Laufstil, dass es für Leute, die sie rennen sehen, aussähe, als würde sie schweben, aber nicht schnell rennen.

## Kontroverse mit Nike
Allyson Felix wurde ab 2010 von Nike gesponsert. Als sie im Jahr 2018 erstmals Mutter wurde, kam es öffentlichkeitswirksam zum Zerwürfnis mit dem Sponsor, der ihr 70 % weniger Unterstützung zukommen lassen wollte, und Felix sich von Nike zudem unter Druck gesetzt fühlte, trotz Mutterschaft und vorheriger Schwangerschaftskomplikationen mit Notkaiserschnitt schnellstmöglich wieder international erfolgreich sein zu müssen. Nike passte infolgedessen seine Richtlinien zum Mutterschutz an, um für einen Zeitraum von 18 Monaten zu garantieren, dass Athletinnen keine finanziellen Einbußen durch ihre Schwangerschaften erleiden. Felix fand in der Sportbekleidungsmarke für Frauen Athleta einen neuen Sponsor. Mit ihrem Bruder Wes Felix gründete sie ihre eigene Schuhmarke Saysh, in deren Spikes sie ab 2021 lief.

## Privates
Felix ist verheiratet und wurde am 28. November 2018 Mutter einer Tochter.

## Auszeichnungen
- USOC Athlete of the Year 2011/12
- Welt-Leichtathlet des Jahres 2012
- Jesse Owens Award 2005, 2007, 2010, 2012, 2015
- Time 100 2020[31]

## Persönliche Bestzeiten
- 100 m: 10,89 s, London, Großbritannien, 4. August 2012
- 200 m: 21,69 s, Eugene, Vereinigte Staaten, 30. Juni 2012
- 400 m: 49,26 s, Peking, China, 27. August 2015